# Vera von Falkenhausen
Vera von Falkenhausen (ur. 19 lutego 1938 w Essen) – niemiecka historyk, bizantynolog pracująca we Włoszech.
Jest absolwentką Uniwersytetu Ludwika i Maksymiliana w Monachium i uczennicą Hansa-Georga Becka. Lata 1968–1970 spędziła w Dumbarton Oaks. Od 1974 roku wykłada historię i literaturę bizantyńską na włoskich uniwersytetach. W latach 2010–2012 była przewodniczącym Associazione Italiana di Studi Bizantini. Zajmuje się różnymi aspektami bizantyńskiej obecności w południowej Italii i We Włoszech.

## Wybrane publikacje
- Untersuchungen über die byzantinische Herrschaft in Süditalien vom 9. bis ins 11. Jahrhundert, Wiesbaden 1967 (= Dissertation München 1966)=La dominazione bizantina nell’Italia meridionale dal IX all’XI secolo, Bari 1978.
- I ceti dirigenti prenormanni al tempo della costituzione degli stati normanni nell’Italia meridionale e in Sicilia, [w:] Forme di potere e struttura sociale in Italia nel Medioevo, Bologna 1977, s. 321–377.
- Zur Sprache der mittelalterlichen griechischen Urkunden aus Süditalien und Sizilien, [w:] La cultura in Italia fra Tardo Antico e Alto Medioevo. Atti del Convegno tenuto a Roma (Consiglio Nazionale delle Ricerche, 12–16 November 1979), t. 2, Rom 1981, s. 611–618.
- Die Städte im byzantinischen Italien, [w:] Mélanges de l’École Française de Rome, „Moyen Âge” 101/2 (1989), s. 401–464 (online).
- Gregor von Burtscheid und das griechische Mönchtum in Kalabrien, „Römische Quartalschrift für christliche Altertumskunde und Kirchengeschichte” 93 (1998), s. 215–250.
- Zur Regentschaft der Gräfin Adelasia del Vasto in Kalabrien und Sizilien (1101–1112), [w:] Aetos. Studies in honour of Cyril Mango presented to him on April 14, 1998, Stuttgart-Leipzig 1998, s.. 87–115.
- Griechische Beamte in der duana de secretis von Palermo. Eine prosopographische Untersuchung, [w:] Zwischen Polis, Provinz und Peripherie. Beiträge zur byzantinischen Geschichte und Kultur, Wiesbaden 2005, s. 381–411.
- The South Italian Sources, [w:] Byzantines and Crusaders in Non-Greek Sources, 1025–1204, Oxford 2007 (Proceedings of the British Academy, 132), s. 95–121.
- Straußeneier im mittelalterlichen Kampanien, [w:] Ot Zargrada do Belogo Morja. Sbornik statej posrednevekovomu iskustsvu v čest E.C. Smirnovoj, Moskau 2007, s. 581–598.
- Straßen und Verkehr im byzantinischen Süditalien (6. bis 11. Jahrhundert), [w:] Die Welt der europäischen Straßen von der Antike bis in die frühe Neuzeit, Köln-Weimar-Wien 2009, s. 219–237.
- Sprachengewirr – wer behält das letzte Wort? Sprachliche Vielfalt im sakralen und profanen Kontext, [w:] A. Wieczorek, B. Schneidmuller, S. Weinfurter: Die Staufer und Italien. Drei Innovationsregionen im mittelalterlichen Europa. I. Essays, Mannheim 2010, s. 341–347.
- Adalbert von Prag und das griechische Mönchtum in Italien, [w:] Italien–Mitteldeutschland–Polen. Geschichte und Kultur im europäischen Kontext vom 10. bis zum 18. Jahrhundert, Leipzig 2013 (Schriften zur sächsischen Geschichte und Volkskunde, 42), s. 39–56.
- Die Juden im byzantinischen Süditalien und Sizilien (6.–11. Jahrhundert), [w:] Studien zum mittelalterlichen Judentum im byzantinischen Kulturraum: Süditalien und Sizilien, Konstantinopel und Kreta, Arye Maimon-Institut für Geschichte der Juden: Studien und Texte, Trier 2013, s. 9–36.